# Marieke van der Wal
Marieke van der Wal (Delft, 7 november 1979) is een Nederlandse handbalster die uitkomt in de Nederlandse competitie voor HV Virto/Quintus. Sinds 2000 is zij ook keepster van het Nederlands team.

## Individuele prijzen
- Keepster van het jaar van de Eredivisie: 2003/04, 2015/2016

## Activisme
In 2016 heeft de lesbische Van der Wal meegewerkt aan een campagne om meer sporters uit de kast te laten komen.